# باناستر تارلتون
كان السير باناستر تارلتون (21 أغسطس 1754 - 15 يناير 1833) جندياً وسياسياً بريطانياً. عُين تارلتون برتبة جنرال بعد عام واحد من مشاركته في حرب الاستقلال الأمريكية، ولم يخض أي معركة ميدانية بعد ذلك.
عاد تارلتون إلى بريطانيا في عام 1781 وهو بعمر 27 سنة، وانتخب عضواً في البرلمان البريطاني عن ليفربول واستمر في منصبه إلى أوائل القرن التاسع عشر. أصبح تارلتون سياسياً بارزاً بفضل أنشطته، ولكن الكثيرين نظروا إليه كشاب مبتدئ في عالم السياسة. أيد تارلتون بقوة العبودية كجزء من الاقتصاد البريطاني نظراً لأهمية تجارة الرقيق في صناعة الشحن في ليفربول.

## النشأة
كان تارلتون هو الابن الثالث من بين أبناء التاجر جون تارلتون السبعة، والذي شغل منصب عمدة ليفربول في عام 1764، وكانت له علاقات تجارية واسعة مع مستعمرات بريطانيا الأمريكية. كان جده الأكبر توماس تارلتون مالك سفينة يعمل في تجارة العبيد. انخرط شقيق باناستري الأصغر جون (1755 - 1841) في النشاط السياسي للعائلة وانتخب عضوا في البرلمان البريطاني.
تلقى تارلتون تعليمه في مدرسة دينية في لندن، وتابع تعليمه الجامعي في أكسفورد في عام 1771، وكان يأمل أن يغدو محامياً. ولكن في عام 1773 وهو بعمر التاسعة عشر، ورث 5000 جنيه إسترليني بعد وفاة والده، وأنفق هذه الثروة الكبيرة خلال عام واحد على المقامرة والنساء. دفع تارلتون في عام 1775 رشوة كبيرة ليصبح ضابطاً في سلاح الفرسان البريطاني، وسرعان ما أثبت أنه فارس موهوب وقائد ناجح للقوات، وشق طريقه في الجيش بفضل قدراته دون أن يحتاج لدفع الأموال مرة أخرة.

## حرب الاستقلال الأمريكية
أبحر تارلتون في ديسمبر 1775 وهو في سن العشرين إلى أمريكا الشمالية حيث كانت حرب الاستقلال الأمريكية (1775 - 1783) قد اندلعت. أبحر تارلتون مع اللورد كورنواليس كجزء من حملة عسكرية تهدف للاستيلاء على مدينة تشارلستون في كارولينا الجنوبية الواقعة في الجنوب، ولكن الحملة فشلت بعد الهزيمة في معركة جزيرة سوليفان (28 يونيو 1776)، فانضم تارلتون إلى الجيش البريطاني الرئيسي بقيادة الجنرال ويليام هاو في مدينة نيويورك. عمل تارلتون كضابط برتبة ملازم أول تحت قيادة العقيد ويليام هاركورت. أُرسل تارلتون لجمع معلومات استخباراتية عن تحركات الجنرال تشارلز لي في نيو جيرسي، وفي 13 ديسمبر 1776 حاصر تارلتون منزلاً في باسكينج ريدج وأجبر الجنرال لي على الاستسلام عن طريق التهديد بحرق المنزل، ونقل أسير الحرب - الجنرال لي - إلى نيويورك واستخدم في وقت لاحق في عملية تبادل الأسرى.
رُقي تارلتون بفضل إنجازاته في عام 1776 لرتبة رائد في سلاح الفرسان وعمره لم يتجاوز 22 عاماً. شارك الرائد تارلتون في معركة برانديواين وفي معارك أخرى في الحملات العسكرية البريطانية في عامي 1777 و1778، وفي إحدى هذه المعارك في عام 1778 والتي كانت هجوماً على موقع للجيش القاري الأمريكي بقيادة النقيب هنري لي الثالث في إيست تاون تاونشيب - مقاطعة تشيستر بولاية بنسلفانيا أصيب الرائد تارلتون.

### الاستيلاء على تشارلستون
تولى تارلتون قايدة فرقة من سلاح الفرسان في الجيش البريطاني، وتوجه إلى كارولينا الجنوبية في بداية عام 1780، وهناك انضم إلى قوات السير هنري كلينتون التي كانت تحاصر مدينة تشارلستون. كان حصار تشارلستون والاستيلاء عليها جزءاً من الخطة البريطانية في القسم الجنوبي من أمريكا التي تهدف لاستعادة السلطة الملكية البريطانية على المستعمرات الجنوبية في أمريكا.

### معركة واكسهوس
هاجم تارلتون الذي أصبح عقيداً في الجيش البريطاني بقوة مؤلفة من 149 جندياً في 29 مايو 1780، فرقةً من الجيش الأمريكي يتراوح عددها من 350 إلى 380 جندياً من فرجينيا بقيادة العقيد أبراهام بوفورد، تكبد بوفورد خسائر فادحة وأمر جنوده بالاستسلام، ولكن قوات تارلتون تجاهلت العلم الأبيض، وقتلت 113 جندياً أمريكياً وأسرت 203 آخرين وأصيب 150 بجروح خطيرة، فيما كانت خسائر الجيش البريطاني 5 جنود قتلى فقط و12 جريحاً. أطلق البريطانيون على المذبحة اسم معركة واكسهوس، في حين اعتبرها المؤرخون الأمريكيون مذبحة وصوروا تارلتون كمجرم وجزار لا يرحم، ومع ذلك فقد تغيرت نظرة بعض المؤرخين المعاصرين لهذه القضية.
كتب الجراح الميداني الأمريكي روبرت براونفيلد الذي كان شاهد عيان على المعركة، أن العقيد بوفورد رفع علم الاستسلام الأبيض أمام الفيلق البريطاني متوقعاً المعاملة المعتادة التي تفرضها قواعد الحرب الحديثة، ولكن أحد الجنود أطلق النار على حصان العقيد تارلتون، وعندئذ ظن الجنود البريطانيون أن الأمريكيين هم من أطلقوا النار على قائدهم، وبدؤوا حينها بقتل الأمريكيين بعشوائية. وعلى كل حال فقد شجع تارلتون العنف بشكل عام وانتقد سياسة اللورد كورنواليس المعتدلة، لأن هذا الاعتدال برأيه «لا يوفق بين الأعداء، ولكنه لا يشجع الأصدقاء»، وبغض النظر عن مدى مصداقية هذه الحوادث، فقد دفعت التقارير عن الفظائع البريطانية الناس لدعم الثورة الأمريكية.

### العمليات العسكرية اللاحقة
خاض فرانسيس ماريون أحد قادة الميليشيا الأمريكية حرب عصابات ضد البريطانيين في ولاية كارولينا الجنوبية، ولم يتمكن تارلتون من القبض عليه أو إحباط عملياته، فقد ضمنت شعبية ماريون المحلية بين سكان كارولينا الجنوبية المناهضين لبريطانيا الدعم والمساعدة لعملياته، وردأ على ذلك قام العقيد تارلتون بمعقابة المدنيين وصادر مواشيهم ومخزونات طعامهم.
دعم تارلتون القائد كورنواليس في معركة كامدن في أغسطس 1780، وهزم بنفسه توماس سومتر في معركة فيشينغ كريك، لكنه كان أقل نجاحاً عندما واجه الجنرال نفسه في بلاكستوك في نوفمبر 1780، وفي 17 يناير 1781 سُحقت قوات تارلتون على يد الجنرال الأمريكي دانييل مورغان في معركة كوبينز. نجا تارلتون وحوالي 200 رجل من المعركة، وهرب عن طريق الاستعانة بمزارع أمريكي ليكون دليلاً له.
عاد تارلتون ليشارك كورنواليس في عدة حملات عسكرية صغيرة في فرجينيا من بينها غارة على شارلوتسفيل، والتي كانت مركز حكومة الولاية بعد الاحتلال البريطاني للعاصمة في ريتشموند. كان تارلتون يحاول بذلك القبض على الحاكم توماس جيفرسون وأعضاء المجلس التشريعي لولاية فرجينيا، ولكن الغارة فشلت جزئياً، وهرب جيفرسون وجميع المشرعين باستثناء سبعة منهم. وفي يوليو 1781 شاركت بعض قواته في معركة فرانشيسكو. أصدر كورنويس تعليماته إلى تارلتون بحماية غلوستر بوينت خلال حصار يوركتاون. وفي 4 أكتوبر 1781 هاجمت قوات أمريكية وفرنسية سلاح الفرسان البريطاني بقيادة تارلتون في غلوستر بوينت. هزمت القوات البريطانية وقُتل أو أصيب خمسون بريطانياً منهم تارلتون، واستسلم البريطانيون إلى القوات الفرنسية والأمريكية المشتركة، واستسلمت القوات البريطانية لاحقاً في يوركتاون بولاية فرجينيا في أكتوبر عام 1781. دُعي كبار الضباط البريطانيين بعد الاستسلام لتناول العشاء من قبل الأمريكيين، وكان الضابط الوحيد الذي لم يتلق دعوة هو تارلتون، والذي عاد إلى بريطانيا بعد إطلاق سراح مشروط، وانتهى دوره بهذه الحرب وهو في سن السابعة والعشرين.

## سنوات ما بعد الحرب
فقد تارلتون إصبعين جراء رصاصة تلقاها في يده اليمنى في معركة محكمة جيلفورد، ولكن يده المصابة هذه كانت أكبر داعمٍ له في حملته الانتخابية. وبعد عودته إلى بريطانيا بدأ تارلتون بكتابة تاريخ تجربته في الحرب في أمريكا الشمالية، بعنوان حملات عامي 1780 و1781 في المقاطعات الجنوبية لأمريكا الشمالية. أكد في كتاباته على صحة أفعاله في كارولينا، وانتقد القرارات التي اتخذتها الجنرال كورنواليس. انتقد الملازم رودريك ماكنزي في كتابه «مراجعة لتاريخ الملازم تارلتون» كتابات تارلتون، وكذلك فعل الجنرال كورنواليس في مراسلاته.

## روابط خارجية
- باناستر تارلتون على موقع الموسوعة البريطانية (الإنجليزية)
- باناستر تارلتون على موقع إن إن دي بي (الإنجليزية)